# Sonic Dream Collective
Sonic Dream Collective, svensk popgrupp från Uppsala som hade sin största framgång med låten "Oh, Baby All" som toppade Sveriges Radio P3:s Trackslista under andra halvan av 1995. Även "Don't Go Breaking My Heart" spelades mycket på radio samma år. Kort efter släppet av låten "Don't Go Breaking My Heart" skapades den polska versionen av låten "Nie jestem zła", framförd av Magdalena Sokołowska, som använde sitt namn som scenpseudonym på 1990-talet. Den här sångaren skapade låtar på gränsen mellan eurodance och polsk dansmusik känd som discopolo.
Båda låtarna var med på debutalbumet Gravity. 
Sonic Dream Collective hade även en del internationella framgångar i framförallt Europa. Gruppen drev mellan 1994 och 1997 det egna skivbolaget Flying Duck Music tillsammans med Stefan Warnberg som bland annat var verksam som producent. Ett nära samarbete etablerades tidigt med Giovanni Sconfienza och stockholmsbaserade skivbolaget Remixed Records där även gruppens andra och sista album Dustproof gavs ut 1998, då under det kortade namnet Sonic Dream. Gruppen gjorde ett antal turnéer i Ema Telstars regi och spelades in av P3 Live den 11 juni 1995.

## Medlemmar
- Linn Wågberg, sång och text
- Jonte Hällgren, musik
- Anders Wågberg, producent

## Diskografi

### Album
- Gravity (1995)
- Dustproof (1998)

### Singlar
- Take Me Back (1994)
- Don't Go Breaking My Heart (1995)
- Oh, Baby All (1995)
- I Wonder Why (1995)
- Happy Tune (1996)
- Dig Deeper (1997)
- Love (1997)
- Heaven Knows (1998)
- Pray (1998)
- Taking Five (1999)